# Bièvres (Aisne)
Bièvres es una comuna francesa, situada en el departamento de Aisne, de la región de Alta Francia.

## Demografía
| 91 | 61 | 64 | 65 | 84 | 76 | 75 | 78 |
| Para los censos de 1962 a 1999 la población legal corresponde a la población sin duplicidades (Fuente: INSEE [Consultar]) |    |    |    |    |    |    |    |